# 李羅權
李羅權（英語：Louis Lee，1947年4月20日—），臺灣地球科學家，專長太空物理及地球物理學。生於彰化縣田尾鄉。曾經擔任國家太空中心主任一職，任內經歷福爾摩沙衛星二號的成功發射。
李羅權離開國家太空中心主任一職後，隨即接任國家實驗研究院院長，不久之後轉而擔任國立中央大學校長；接任國家太空中心主任職務者為吳作樂。李羅權校長任內將國立中央大學的卓越地位再次向上提升，上任不到兩年後獲得馬英九政府首任行政院院長劉兆玄的邀請，於2008年5月20日馬英九政府上任後擔任國家科學委員會主任委員至2012年2月5日，國立中央大學校長則暫由原副校長蔣偉寧代理。
李羅權卸任國家科學委員會主任委員後，於2013年9月1日代理中央研究院地球科學研究所所長，2014年1月1日真除。
李羅權目前為核融合新創公司聚界潔能合作科學家之一

## 學歷
- 美國加州理工學院物理博士 (1975)
- 美國加州理工學院物理碩士 (1972)
- 國立臺灣大學物理學士 (1969)

## 經歷
- 聚界潔能(Alpha Ring) Chief Scientist (-迄今)
- 國科會主任委員（2008-2012年2月5日）
- 國立中央大學太空科學研究所教授（2006-迄今）
- 國立中央大學校長 (2006-2008)
- 財團法人國家實驗研究院院長 (2003-2006)
- 國家太空計畫室首席科學家 (1997-2001)；主任 (2001-2004)
- 國立成功大學物理系教授 (1995-2005)；理學院院長 (1995-2001)
- 美國阿拉斯加大學物理系教授 (1978-1995)
- 美國馬里蘭大學客座助理教授 (1977-1978)
- 美國太空總署戈達德太空飛行中心研究員 (1975-1977)

## 學術榮譽
- 美國傅爾布萊特獎（Fulbright Distinguished Scholar） (1988)
- 教育部學術獎 (2001)
- 中央研究院院士 (2002)
- 總統科學獎 (2005)
- 發展中世界科學院院士 (2006)
- 美國國家工程學院外籍院士 (2018)

## 外部連結
- 李羅權：腳踏實地 遨遊太空的科學家
- 國科會介紹李羅權網頁
- 李羅權在中央研究院地球科學研究所網頁
- 2005年總統科學獎介紹 （页面存档备份，存于）

| 教育職務         | 教育職務                                                          | 教育職務                       |
| ---------------- | ----------------------------------------------------------------- | ------------------------------ |
| 中央大學         |                                                                   |                                |
| 前任： 劉全生    | 中央大學校長 在台復校第六任 2006年2月1日－2008年5月20日           | 繼任： 蔣偉寧 （代理，後真除） |
| 中華民國政府職務 |                                                                   |                                |
| 行政院           |                                                                   |                                |
| 前任： 陳建仁    | 行政院國家科學委員會主任委員 第十三任 2008年5月20日－2012年2月6日 | 繼任： 朱敬一                  |